# Коноваленко Євдокія Андріївна
Євдокія Андріївна Коноваленко (1 березня 1931, м. Кролевець, нині Сумської області — 11 січня 2023, Кролевець) — майстриня художнього ткацтва. Заслужений майстер народної творчості України (2005). Член Національної спілки майстрів народного мистецтва України (1992). Нагороджена орденом Леніна (1966).

## Біографія
Коноваленко Євдокія Андріївна народилась 1 березня 1931 року в місті Кролевець.
1941 року закінчила школу робітничої молоді в Кролевці. 1944—1946 рр. працювала в колгоспі, 1948—1986 — на Кролевецькій фабриці художнього ткацтва. Отримала кваліфікацію майстра-художника першого класу, з 1975 року перебувала на посаді творчого майстра при експериментальній лабораторії по розробці художніх виробів.
Від 1966 р. ткані авторські рушники майстрині були представлені на обласних, всеукраїнських і міжнародних виставках декоративно-ужиткового мистецтва.
Після виходу на пенсію займалася ткацтвом вдома, плідно співпрацювала з художником С. Г. Нечипоренком.
Вона одна з тих майстринь, які зберегли і продовжили славу українських ткачів. З тих, хто відкрив усьому світові наші кролевецькі рушники, їхню історію і красу. І тих, хто назавжди вписав своє ім'я в галерею слави Кролевеччини та України.
2012 року Є. А. Коноваленко та іншим кролевецьким ткалям, членам Національної спілки майстрів народного мистецтва України, присвоїли почесне звання Берегині Міжнародного літературно-мистецького фестивалю «Кролевецькі рушники».
Померла Євдокія Андріївна 11 січня 2023 року у Кролевці.

## Твори майстрині
Євдокія Коноваленко — авторка декоративних панно, рушників, серветок, скатертин. Її рушники — «Дерево життя» (1975), «Хліб — усьому голова» (1985), «Перемога» (1991), «Квітка» (1996), «Вазони» (2001), «Берегиня» (2003), «Божники» (2005), «Моя Україна» (2006).

## Відзнаки
1966 — нагороджена орденом Леніна
1992 — член Національної спілки майстрів народного мистецтва України
2005 — заслужений майстер народної творчості України
2021 — нагороджена Грамотою Сумської обласної ради. 